# Patricija Šulin

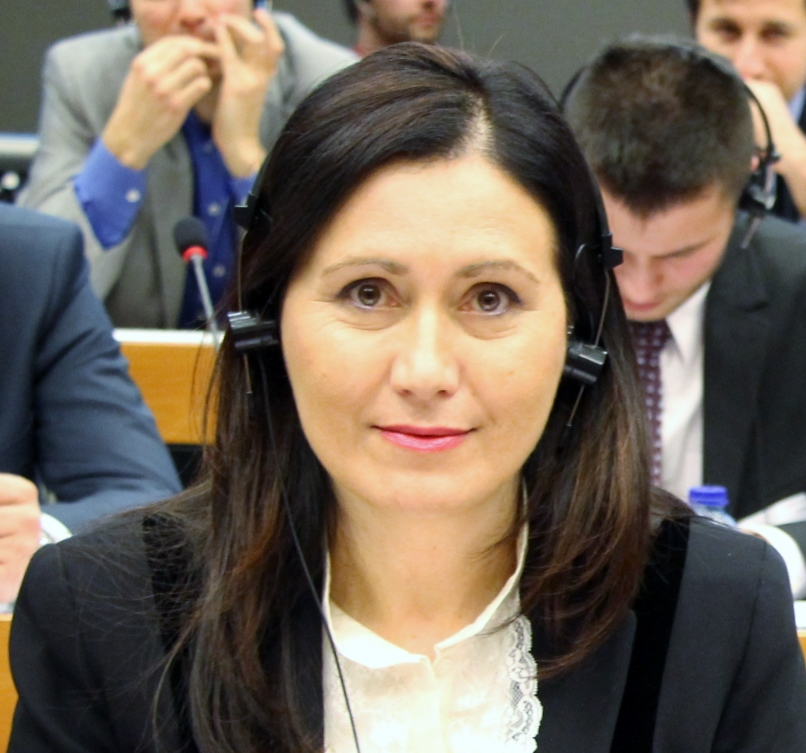
Patricija Šulin (2015)

Patricija Šulin (* 25. November 1965 in Šempeter pri Gorici; † am oder vor dem 2. November 2021) war eine slowenische Politikerin der Slowenischen Demokratischen Partei.

## Leben
Patricija Šulin lebte in Nova Gorica und war zunächst Steuerinspektorin auf dem Finanzamt. Von 2010 bis 2014 gehörte sie dem Stadtrat von Nova Gorica an.
Šulin gehörte von 2014 bis 2019 dem Europäischen Parlament an. Dort war sie Stellvertretende Vorsitzende des Haushaltsausschusses und Mitglied in der Delegation für den Parlamentarischen Stabilitäts- und Assoziationsausschuss EU-Albanien.
Sie starb im Herbst 2021 im Alter von 55 Jahren nach einer schweren Krankheit.